# Laag-Nieuwkoop
Laag-Nieuwkoop is een buurtschap die grotendeels in het zuiden van de woonplaats Kockengen, gemeente Stichtse Vecht, ligt. De weg waaraan bijna alle ruim 30 woningen en boerderijen liggen, heet Laag-Nieuwkoop. Enkele percelen, gelegen bij De Bom (zie hieronder), liggen in Haarzuilens, gemeente Utrecht.

## Geschiedenis
Tot 1942 was Laag-Nieuwkoop een zelfstandige gemeente. Daarvoor was het een heerlijkheid. Tot de gemeente Laag-Nieuwkoop behoorden de buurtschappen Laag-Nieuwkoop, Zuideinde van Portengen en het zuidelijk deel van de buurtschap Kortrijk. Deze buurtschappen liggen in het Utrechtse veenweidegebied, niet ver ten westen van de A2. Bij de volkstelling van 1930, de laatste die de gemeente heeft meegemaakt, had Laag-Nieuwkoop 489 inwoners.
Laag-Nieuwkoop heeft nimmer een eigen wapen gevoerd.

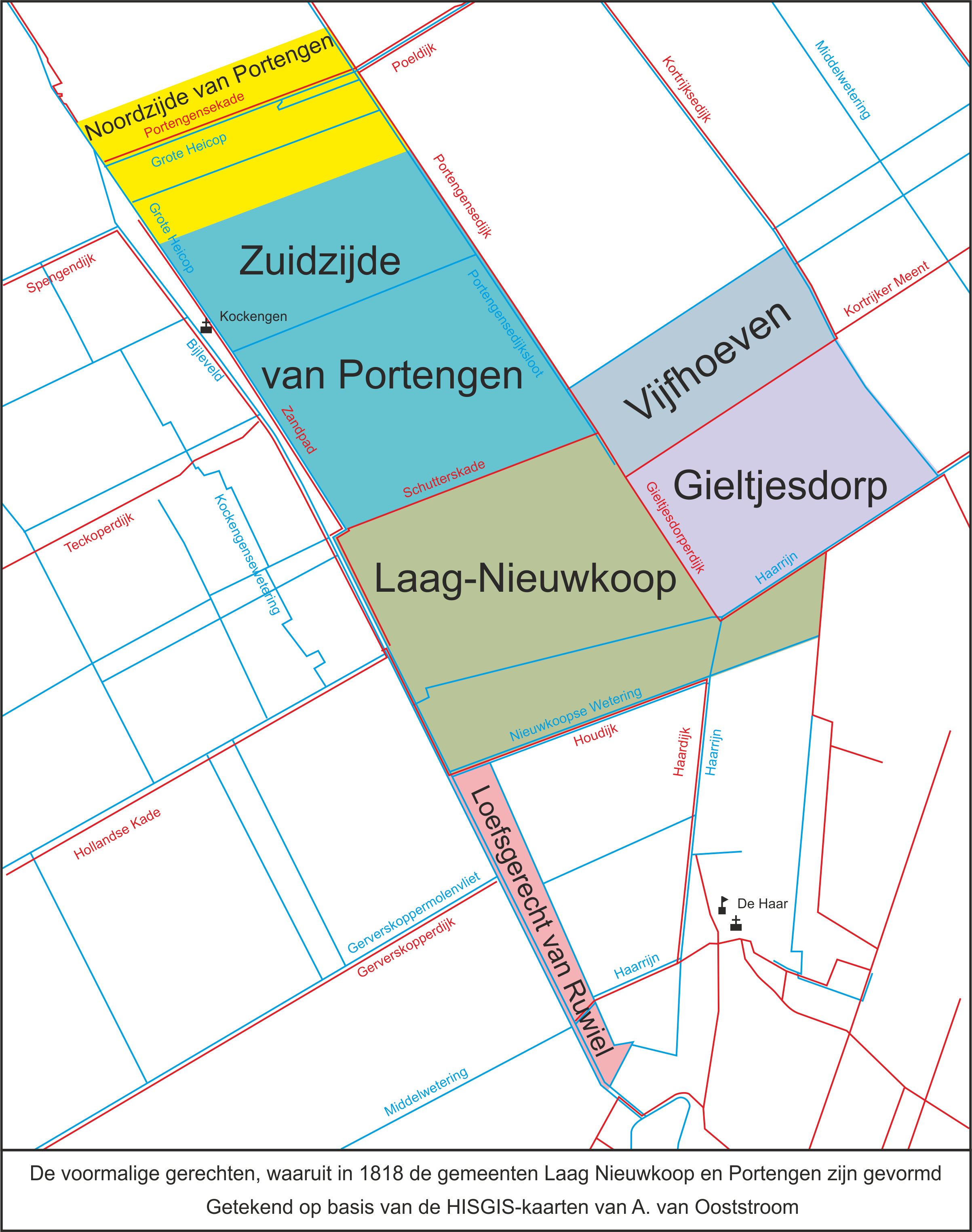

Op 16 augustus 1530 verenigde Karel V op verzoek van de eigenaar Frederik Utenham de drie gerechten Laag Nieuwkoop, Portengen-Zuideinde en Vijfhoeven tot een cluster van naburige gerechten met één bestuur, bestaande uit een schout en vijf schepenen. Dit kwam in de plaats van de oude situatie waarin in elk afzonderlijk gerecht werd rechtgesproken door buurtgenoten. In de loop der tijd groeide dit cluster uit tot zeven gerechten, doordat eigenaren nieuwe gebieden verwierven. Het aantal schepenen nam hierdoor toe tot elf, die als volgt waren verdeeld:
- Gerecht Laag Nieuwkoop: 2 schepenen
- Gerecht Portengen-Zuideinde: 2 schepenen
- Loefsgerecht van Ruwiel: 1 schepen
- Gerecht Gieltjesdorp: 2 schepenen
- Gerecht Vijfhoeven: 1 schepen
- Gerecht Gerverscop-Utenham: 1 schepen
- Gerecht Gerverscop-Staten: 2 schepenen

In 1795 werd uit zeven gerechten, waaronder de vier eerstgenoemde van bovenstaand cluster, een groot gerecht Kockengen gevormd. Toen in 1798 nieuwe combinaties ontstonden, bleef Laag Nieuwkoop samen met drie andere gerechten bij Kockengen. In 1801 werd Laag Nieuwkoop weer zelfstandig tot 1 januari 1812, toen een gemeente Breukelen werd gevormd uit tien voormalige gerechten. Op 1 januari 1818 werd deze gemeente Breukelen opgedeeld in vijf nieuwe gemeenten. De nieuwe gemeente Laag-Nieuwkoop bestond uit de voormalige gerechten:
- Laag Nieuwkoop
- Portengen-Zuideinde
- Loefsgerecht van Ruwiel
- Gieltjesdorp
- Vijfhoeven

Op 1 mei 1942 werd deze gemeente bij Kockengen gevoegd. Op 1 januari 1989 ging Kockengen op in de gemeente Breukelen en deze gemeente werd op haar beurt op 1 januari 2011 een deel van de toen nieuw gevormde gemeente Stichtse Vecht.

## De Bom
Aan de oostzijde eindigt de weg Laag-Nieuwkoop bij een kruising, die vóór 1900 enkele tientallen meters noordelijker lag dan thans. In het verlengde van de weg Laag-Nieuwkoop, aan de andere zijde van de kruising met de Rijndijk, lag de Westdijk, een smalle verbindingsweg tussen deze kruising en de Thematerkade even ten noorden van de buurtschap Ockhuizen. Op deze kruising lag pal naast de Westdijk, aan de zuidzijde, de boerderij De Bom. Het kruispunt droeg dezelfde naam.
In 1898 werd het kasteeldorp Haarzuilens ongeveer een kilometer naar het oosten verplaatst. Deze verplaatsing en de aanleg van het kasteelpark maakte de verlegging van enkele wegen noodzakelijk. Zo werd de Ockhuizerlaan tussen Ockhuizen en Themaat zodanig verlegd dat deze aansloot op de Brink in het nieuwe Haarzuilens. Bovendien werd aan de noordoostzijde van het kasteelpark een nieuwe weg aangelegd, de Polderweg. Deze zorgde voor een kortere en snellere verbinding tussen het nieuwe Haarzuilens en Kockengen dan via Ockhuizen en de Westdijk. De Polderweg eindigde op de Rijndijk iets ten zuiden van de boerderij De Bom. De Westdijk werd, waarschijnlijk gelijktijdig, of enige tijd later, opgeheven.
De aansluiting van de weg Laag-Nieuwkoop op de Rijndijk werd enigszins gewijzigd, zodat deze tegenover de Polderweg kwam te liggen.
Zo ontstond iets meer naar het zuiden dan de oude kruising bij De Bom een nieuwe kruising van de Rijndijk met de Polderweg en de weg Laag-Nieuwkoop. Aan de noordoostzijde van deze kruising werd een boerderij gebouwd in dezelfde stijl als de omstreeks 1900 in het dorp Haarzuilens gebouwde woningen. Tot het beschermde dorpsgezicht van Haarzuilens behoort ook deze boerderij. Deze woning draagt de naam Dijkzicht.
De omstreeks 1900 aangelegde kruising bij Dijkzicht is later verbouwd tot een rotonde. Nog steeds wordt deze rotonde aangeduid als De Bom, hoewel dit geografisch niet helemaal klopt. De rotonde en de boerderijen Dijkzicht en De Bom liggen in de woonplaats Haarzuilens, die deel uitmaakt van de gemeente Utrecht. De eerste twee percelen aan de linkerzijde van de weg Laag-Nieuwkoop (gezien vanaf De Bom) liggen ook in Haarzuilens.

## Galerij

Buurt Laag-Nieuwkoop en Gieltjesdorp in de wijk Kockengen in voormalige gemeente Breukelen
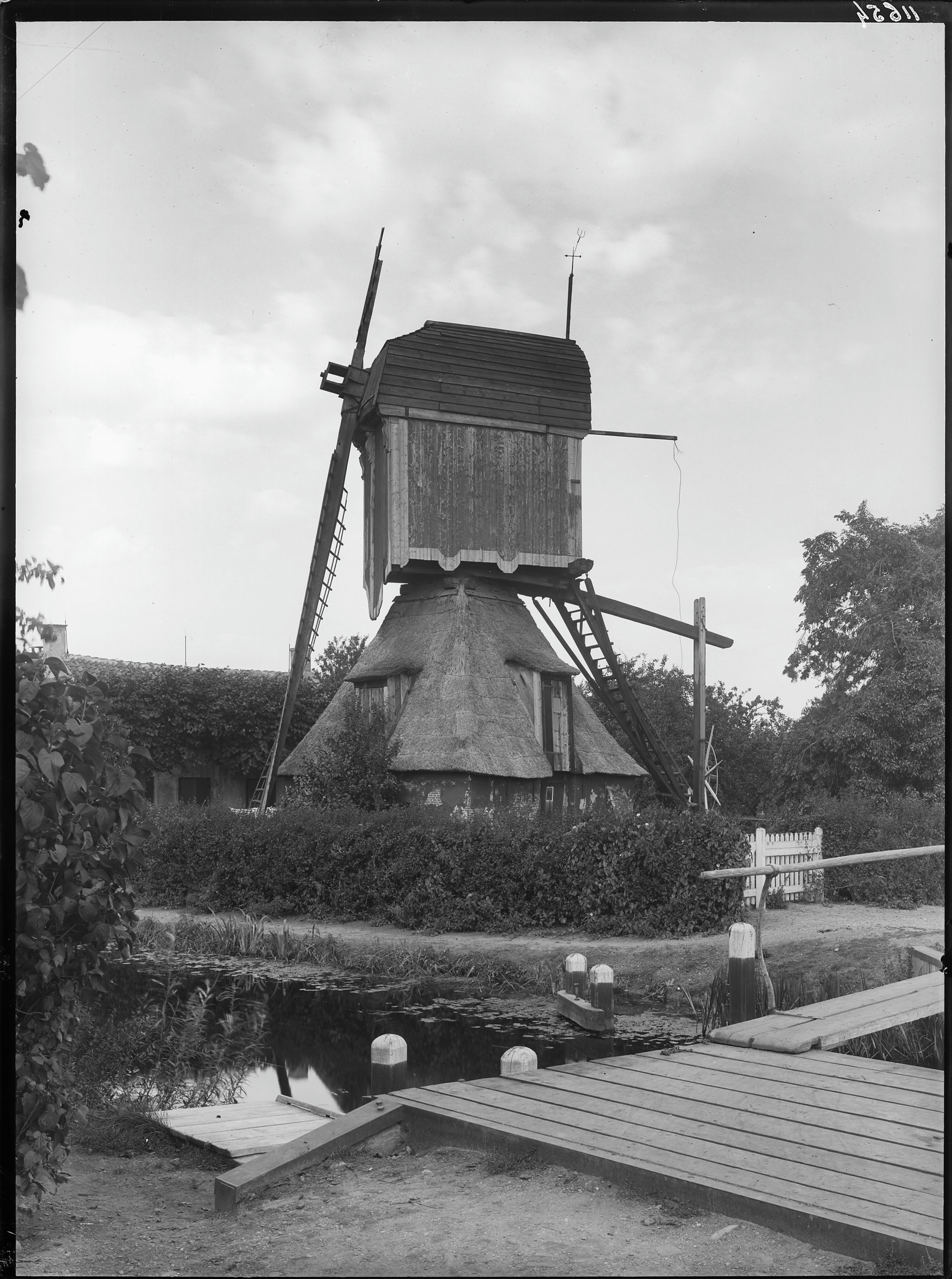
Haarmolen
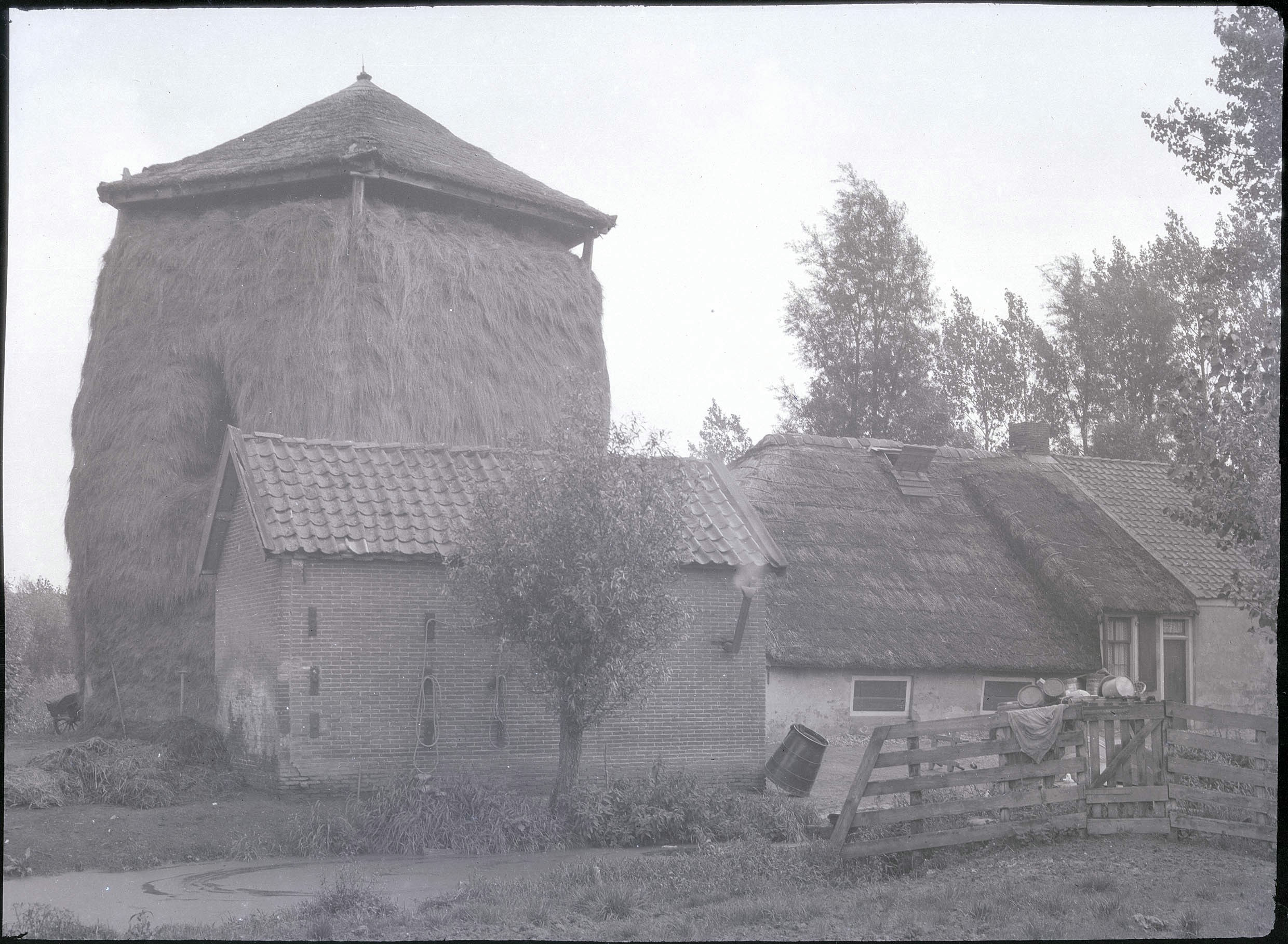
Foto uit 1924 van een boerderij in Laag-Nieuwkoop
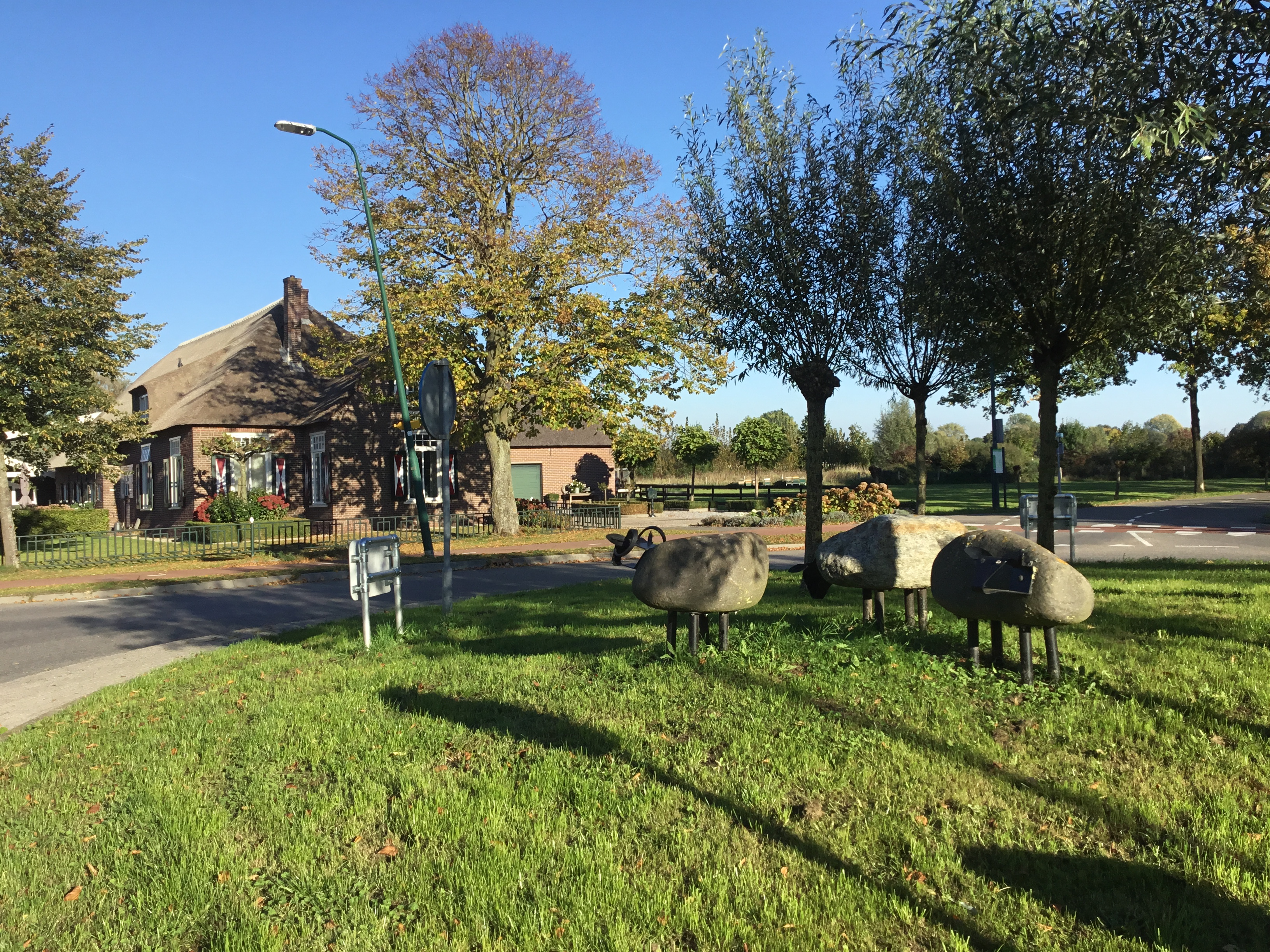
Het huidige kruispunt (rotonde) De Bom met de boerderij Dijkzicht. De boerderij De Bom (niet goed te zien) ligt achter Dijkzicht.